# Richard Lauxmann
Richard Lauxmann (* 30. März 1898 in Neulautern; † 11. Januar 1959 in Tübingen) war ein deutscher Jurist und Präsident der Deutschen Post Osten zur Zeit des Nationalsozialismus.

## Leben
Lauxmann, Sohn eines Pfarrers, besuchte ein humanistisches Gymnasium in Cannstatt. Ab Anfang Juli 1916 war er während des Ersten Weltkrieges bei der Infanterie eingesetzt. Nach seiner Entlassung aus der Armee als Leutnant der Reserve Mitte Mai 1919 betätigte er sich in dem Freikorps Sprösser. Ab Mai 1919 studierte er Rechtswissenschaft in Tübingen und München. Seit 1919 war er Mitglied der Studentenverbindung AV Nicaria Tübingen im SB. Er schloss das Studium 1924 mit dem zweiten Staatsexamen ab. Ein Jahr zuvor promovierte er zum Dr. jur. Anschließend war er als Rechtsanwalt tätig. Anfang August 1925 trat er als Assessor in den Postdienst in Stuttgart ein und war von 1930 bis 1933 als Postamtsvorsteher in Friedrichshafen beschäftigt.
Nach der Machtübernahme durch die Nationalsozialisten trat er zum 1. Mai der NSDAP bei (Mitgliedsnummer 3.227.495) und gehörte von 1933 bis 1935 der SA an. Von Anfang März 1933 bis April 1937 war Lauxmann mit der Organisation des Postwesens im Wehrkreiskommando V (Württemberg – Baden – Pfalz) beschäftigt. Danach wurde er zum Berliner Reichspostministerium versetzt und leitete ab September 1937 als Präsident die Nürnberger Reichspostdirektion. Ab Dezember 1937 war Lauxmann als Oberpostrat persönlicher Referent des Reichspostministers Wilhelm Ohnesorge.
Nach Ausbruch des Zweiten Weltkrieges war Lauxmann Generalbevollmächtigter der Deutschen Reichspost beim Oberbefehlshaber Ost. Von Ende Oktober 1939 bis Januar 1945 war Lauxmann Präsident der deutschen Post Osten im Generalgouvernement. Bis Mitte Januar 1945 war sein Dienstsitz Krakau, danach Oppeln. Ab Anfang Februar 1945 war Lauxmann in der Postschule Königswald bei Tetschen-Bodenbach tätig. Lauxmann erreichte innerhalb der SS (SS-Nr. 456.611) im Juni 1943 den Rang eines SS-Sturmbannführers.
Ende der 1950er Jahre war Lauxmann als Präsident der Oberpostdirektion Tübingen tätig.